# كريستن فريس روتبول
كريستن فريس روتبول (1727-1797) (بالإنجليزية: Christen Friis Rottbøll)‏ هو عالم نبات دانماركي.